# Asagiri-Klasse
Die Asagiri-Klasse (japanisch あさぎり型護衛艦 Asagiri-gata goeikan) ist eine Klasse von acht U-Jagdzerstörern der japanischen Maritimen Selbstverteidigungsstreitkräfte (JMSDF).

## Allgemeines
Die Asagiri-Klasse ist eine Weiterentwicklung der Hatsuyuki-Klasse und löste die Zerstörer der Ayanami- und Murasame-Klasse im Dienst ab.

## Einheiten
| Kennung | Name                | Bauwerft         | Kiellegung       | Stapellauf         | Indienststellung | Heimathafen | Bemerkungen                                                                     |
| ------- | ------------------- | ---------------- | ---------------- | ------------------ | ---------------- | ----------- | ------------------------------------------------------------------------------- |
| DD-151  | Asagiri (あさぎり)  | IHI, Tokio       | 13. Februar 1985 | 19. September 1986 | 17. März 1988    | Kure        | 14. Geleitdivision Schulschiff (TV-3516) vom 16. Februar 2005 bis 14. März 2012 |
| DD-152  | Yamagiri (やまぎり) | Mitsui, Tamano   | 5. Februar 1986  | 8. Oktober 1987    | 25. Januar 1989  | Kure        | 11. Geleitdivision Schulschiff (TV-3515) vom 18. März 2004 bis 16. März 2011    |
| DD-153  | Yūgiri (ゆうぎり)   | SHI, Uraga       | 25. Februar 1986 | 21. September 1987 | 28. Februar 1989 | Ōminato     | 11. Geleitdivision                                                              |
| DD-154  | Amagiri (あまぎり)  | IHI, Tokio       | 3. März 1986     | 9. September 1987  | 17. März 1989    | Maizuru     | 11. Geleitdivision                                                              |
| DD-155  | Hamagiri (はまぎり) | Hitachi, Maizuru | 20. Januar 1987  | 4. Juni 1988       | 31. Januar 1990  | Ōminato     | 15. Geleitdivision                                                              |
| DD-156  | Setogiri (せとぎり) | SHI, Uraga       | 9. März 1987     | 12. September 1988 | 14. Februar 1990 | Ōminato     | 7. Geleitdivision (3. Geleitflottille)                                          |
| DD-157  | Sawagiri (さわぎり) | MHI, Nagasaki    | 14. Januar 1987  | 25. November 1988  | 6. März 1990     | Sasebo      | 13. Geleitdivision                                                              |
| DD-158  | Umigiri (うみぎり)  | IHI, Tokio       | 31. Oktober 1988 | 9. November 1989   | 12. März 1991    | Kure        | 12. Geleitdivision                                                              |

## Technik

### Rumpf und Antrieb
Der Rumpf eines Zerstörers der Asagiri-Klasse ist 137 Meter lang, 14,6 Meter breit und hat bei einer maximalen Verdrängung von 4.200 Tonnen einen Tiefgang von 4,5 Metern.
Der Antrieb erfolgt durch vier Gasturbinen (COGAG-Antrieb), Kawasaki/Rolls-Royce Spey SM1C, mit einer Gesamtleistung von 53.900 PS (39.463 kW). Die Leistung wird an zwei Wellen mit je einer Schraube abgegeben. Die Höchstgeschwindigkeit beträgt 30 Knoten (56 km/h).

### Bewaffnung
Neben der aufgeführten Bewaffnung führen die Schiffe der Klasse noch einem Starter für Anti-U-Boot-Raketen des Typs RUR-5 ASROC, einem Mk.-29 Starter für Flugabwehrraketen des Typs RIM-7 Sea Sparrow, zwei Vierfachstarter für RGM-84C Harpoon-Seezielflugkörper und zwei Nahbereichsabwehrsysteme vom Typ Phalanx.
Zur U-Boot-Jagd und für weitere Aufgaben wird ein Hubschrauber des Typs Mitsubishi SH-60 mitgeführt.

#### Geschützturm
Das 76-mm-Geschütz von OTO Melara befindet sich auf dem Vorderdeck vor dem Brückenaufbau und dem ASROC-Starter. Die Waffe mit 62 Kaliberlängen verschießt eine breite Munitionspalette mit einer Kadenz von bis zu 100/min und einer Mündungsgeschwindigkeit von 925 m/s. Die effektive Reichweite gegen Bodenziele beträgt 16.000 m, gegen Luftziele als Flak bis zu 7.800 m. Das Geschützrohr kann um 35°/s in der Elevation in einem Bereich von +85°/−15° bewegt werden. Die Drehgeschwindigkeit des Turmes beträgt 60°/s. Die Masse wird durch die Verwendung von Leichtmetall reduziert, das Gehäuse besteht aus GFK. Die kleine Mündungsbremse reduziert den Rückstoß von 11 t um 10 % auf 9,9 t, die mittels Hydraulik abgefangen werden.
Das Geschütz arbeitet wie folgt: Unter Deck befindet sich der Doppelbeladering mit einer Aufnahmekapazität von 70 Patronen, die durch die Drehbewegung der Beladeinrichtung von dem äußeren in den inneren Ring befördert werden. Auf der linken Seite wandern die Patronen in eine Förderschnecke in der Drehachse des Turmes, welche die Munition senkrecht nach oben führt. Oben angekommen werden die Geschosse von Pendelarmen entgegengenommen. Diese zwei Pendelarme schwenken alternierend (bewegt sich einer nach oben, schwenkt der andere nach unten) und geben die Patrone an die Zuführtrommel in der Rohrachse ab. Die Patrone fällt auf die Beladeschale, wird angesetzt, der Verschluss steigt und der Schuss kann brechen.

#### Torpedorohre
Die Torpedorohr-Drillinge vom Typ HOS-301 befinden sich mittschiffs auf Höhe des zweiten Schornsteins, sowohl an Backbord als auch an Steuerbord. Die verwendeten Mark-46-Leichtgewichtstorpedos werden mit Druckluft ausgestoßen. Dies geschieht je nach Einstellung mit 10–126 bar. Die Rohre des Werfers bestehen aus GFK, die Masse einer Einheit beträgt etwa eine Tonne.